# 1369년

## 연호
- 명(明) 홍무(洪武) 2년
- 북원(北元) 지정(至正) 29년
- 일본(日本) 남조(南朝) 쇼헤이(正平) 24년
- 일본(日本) 북조(北朝) 오안(応安) 2년
- 쩐 왕조(陳朝) 다이찌(大治) 12년 / 다이딘(大定) 원년

## 기년
- 명(明) 태조 홍무제(太祖 洪武帝) 2년
- 북원(北元) 혜종(惠宗) 37년
- 고려(高麗) 공민왕(恭愍王) 18년
- 쩐 왕조(陳朝) 유종(裕宗) 29년 / 혼덕공(昏德公) 원년

## 사건
- 고려, 정방을 폐지시킴.

## 탄생
- 3월 13일 - 고려 말 조선 초의 문신 변계량(卞季良)
- 4월 11일 - 고려 말 조선 초의 문신 허조(許稠)
- 민무구 - 고려 말 조선 초의 무신

## 사망
원나라 토곤 테무르의 제2황후인 기황후